# Józef Stanisław Piątowski
Józef Stanisław Piątowski (ur. 1914, zm. 1986) – prawnik cywilista, w latach 1965–1968 rektor Uniwersytetu Łódzkiego.

## Życiorys
W latach 1955–1957 pełnił funkcję prodziekana Wydziału Prawa Uniwersytetu Łódzkiego, a następnie w latach 1957–1962 dziekana tego wydziału. Od 1962 sprawował funkcję prorektora UŁ, a w latach 1965–1968 rektora UŁ. 
Był członkiem Łódzkiego Towarzystwa Naukowego, a także Komitetu Nauk Prawnych Polskiej Akademii Nauk.
 Autor wielokrotnie wydawanej publikacji Prawo spadkowe. Zarys wykładu (ISBN 83-7334-177-3).